# Streblochaete longiarista
Streblochaete longiarista är en gräsart som först beskrevs av Achille Richard, och fick sitt nu gällande namn av Pilg.. Streblochaete longiarista ingår i släktet Streblochaete och familjen gräs. Inga underarter finns listade i Catalogue of Life.